# جالينا زيبينا
جالينا زيبينا (و. 1931  م) هي منافسة ألعاب القوى من الاتحاد السوفيتي، وروسيا، ولدت في سانت بطرسبرغ، شاركت في ألعاب قوى في الألعاب الأولمبية الصيفية 1964 – دفع الثقل للسيدات ‏، وألعاب قوى في الألعاب الأولمبية الصيفية 1956 – دفع الثقل للسيدات ‏، وفعاليات ألعاب القوى في الألعاب الأولمبية الصيفية 1960 – دفع الثقل للسيدات ‏، وألعاب قوى في الألعاب الأولمبية الصيفية 1952 – دفع الثقل للسيدات ‏، بدأت مشوارها المهني سنة 1948.

## جوائز
حصلت على جوائز منها:
- وسام الراية الحمراء من حزب العمال في 1957
- ميدالية الدفاع عن لينينجراد  [لغات أخرى]‏ في 1943
- جائزة سيد الرياضة السوفيتي التشريفية  [لغات أخرى]‏